# Miwaのオールナイトニッポン
『miwaのオールナイトニッポン』（ミワのオールナイトニッポン）は、ニッポン放送の深夜番組「オールナイトニッポン」で歌手のmiwaがパーソナリティを担当していたラジオ番組である。
2010年4月17日より『miwaのオールナイトニッポンR』として放送開始し、2011年4月5日から火曜1部に移動し、2013年3月26日にてレギュラー放送終了。通称「miwaナイト」。
不定期復活回や、2018年1 - 3月の期間限定復活『miwaのオールナイトニッポンPremium』（ミワのオールナイトニッポンプレミアム）についても一部扱う。

## 概要
2010年土曜日の『オールナイトニッポンR』は、お笑いコンビが1月から3月まで週代わりでパーソナリティを担当していたが、4月からはニッポン放送が注目するアーティストに変更となり、第3土曜日のパーソナリティをmiwaが担当することになった。女性シンガーソングライターによる『オールナイトニッポンR』のレギュラー放送は、2003年に放送された『より子。のオールナイトニッポンR』以来7年ぶりである。
2011年4月5日からは『miwaのオールナイトニッポン』として毎週火曜日に放送している。
2013年3月6日の放送で、「miwaナイトは3月いっぱいで解散します。」と3月26日をもって放送終了することをmiwa本人が述べた。
2013年9月9日には、オールナイトニッポン一部枠で、約5か月ぶりに一夜限りの復活。
2014年2月7日・11月12日、2015年4月10日には「オールナイトニッポンGOLD」枠で『miwaのオールナイトニッポンGOLD』として各一夜限りの復活。
2018年1月 - 3月には「オールナイトニッポンPremium」枠で『miwaのオールナイトニッポンPremium』として期間限定ながらレギュラー放送復活。

## コーナー
以下に主なコーナーを列挙。
ミワニッシモ!!
タイトルは1stアルバムの『guitarissimo』から取られたもの。
当初はmiwaにただ大声で叫んで欲しい言葉をリスナーから募集するという触れ込みのコーナーであったが、最終的には何でもありのコーナーとなり、さまざまな有名人の名前を絡めた歌や勘違いフレーズを言うのがメインのコーナーとなっていた。また、このコーナーでmiwaが北大路欣也や木の実ナナなどの有名人の名前を知らなかったことが発覚しており、リスナーから送られてくる有名人の名前を理解していないことについて、ゲスト出演したスガシカオは「miwaとリスナーとの溝が深いことが原因」と語っている。コーナーは「GOLD」まで実施。
生歌
miwaがギター弾き語りを披露する。オールナイトニッポンR時代から続くコーナー。
弾き語りで披露した曲は以下の通り（アーティストの特記のないものは自身の楽曲）。なお、表の「☆」は邦楽以外、「●」は邦楽、「○」はmiwa自身の楽曲である。
週刊!コシップス!
ゴシップまではいかない身の周りで起きた小さなゴシップ（コシップ）、リスナーの皆さんに記者となってもらい送ってもらうコーナー。編集長のmiwaがその場のノリで「採用」か「不採用」を判定する。
miwaの妹がよく読んでいるというゴシップ雑誌「ゴシップス」が元ネタ。
ちょっとまじめなお願い事
miwaがリスナーから電話で恋愛相談を受けたことがきっかけで始まった、miwaへのお願い事を募集するコーナー。
簡単なものから実現するかわからないものまで広く募集しており、生歌もリスナーのリクエストを取り入れるようになった。
いちごの先
miwaがフリートーク内で発言した「大人の女とは、いちごの先だけ食べる女性のことである」という「名（迷）言」がベース。「○○とは××である」という形態になるように、断定する。
ジャスティン
miwaがハマっているアプリの「理想の彼氏メーカー」上にて完成されたmiwaの理想の彼氏「ジャスティン」がフェイスブックをやっているという体裁で、その日常を送ってもらう。
ちなみにmiwaによるとジャスティンは、「いつも同じ服を着て、すぐ体力がなくなってしゃべれなくなって、1日1回のクッキーで飢えを凌いで」いると言う。
リスナーの悪ノリにより、コーナー中期から終盤に至ってはジャスティンのイメージが（大島優子のポスターを舐め回すなどの）「大島優子さんファンの完全にヤバイ人」（miwa・談）になり、2013年3月20日の放送では生声（男性スタッフの誰か）が流され、「サイコホラー」「もう別れるしかない」「最終回には相応しくない」（miwa談）ため1部最終回直前で終了。
ガールズ・バンド・プロジェクト
miwaのフリートークで「モンキッキーが『おさる』に再改名した」というニュースから「miwaを中心としたガールズバンド『前髪パッツンズ』を結成する」という話になり、楽器が弾ける女性リスナーからその模様をテープ若しくはMDに録音して送ってもらう。飽くまで男子禁制なので、参加できない男性リスナーからはこのプロジェクトを盛り上げるアイデアを募る。miwa曰く「打倒、○○」（アメリカの超有名バンド名）。
2013年2月20日にはバイきんぐが「特別審査員」として出演し、生電話を介してメンバーを決定した。2013年3月20日の放送にそのメンバーの一部（未成年が2名いたため）が出演、番組最終回では全員でレコーディングした「You Raise Me Up」（ケルティック・ウーマン）を流した（サポートメンバーとして藤原Dの実父がバイオリンで参加）。
恋愛相談
リスナーの恋愛相談。公式ページではコーナーとして扱われていないが、事実上コーナーと同じように存在していた。
R時代はコーナーの終わりにmiwaのオススメ曲がかけられていた。
下の句パラダイス
2011年8月2日（第17回）のミワニッシモで紹介された「明太子、ごはんにのせて、すぐおろす」という川柳の続きが気になることからコーナー化された、続きが気になる五・七・五を送ってもらい、その続きをリスナーが考えるコーナー。通称は「下パラ」。
毎週「下パラグランプリ」が1つ選ばれるが、あくまでグランプリの名誉を授与するだけであって賞品の贈呈はない。ただし、2011年10月18日（第27回）の放送では、春日俊彰（オードリー）の服がグランプリ獲得のリスナーにプレゼントされた。
始めと終わりにはコーナー名の元ネタであるフジテレビ系ドラマ『花ざかりの君たちへ〜イケメン♂パラダイス〜』（2007年版）のオープニングテーマである「イケナイ太陽」（ORANGE RANGE）がかけられる。
ごめんねの時間
リスナーが謝りたいことを募集するコーナー。
ありえない男
身近にいるありえない男を紹介するコーナー。
大人の作法
miwaに対し大人に必要な作法をリスナーに教えてもらうコーナー。
アカンポリス!!
「ありえない男」の後継コーナーで、miwaが好きな番組と公言しているフジテレビ系バラエティ番組『爆笑 大日本アカン警察』に取り上げられないような小さなアカンことをリスナーから募集するコーナー。

### オールナイトニッポンR時代のコーナー
草食系男子いらっしゃい!!
リスナーから草食系男子の実態を報告してもらうコーナー。
うちのヤバイ婆ちゃん!!
miwaの祖母がパワフルすぎてヤバイということから始まったコーナー。それにも負けない全国の「ヤバイ婆ちゃん」「ヤバイ爺ちゃん」を紹介する。
こわ〜っ!!
今までにない新しい「怖いもの」を考えようというコーナー。リアルなものからユニークなものまで怖い場面、怖い一瞬などを募集し、miwaがそれは怖いのか怖くないのかを判断する。
彼氏の条件 彼女の条件
リスナーが考える「こんな彼氏・彼女とは付き合いたい・付き合いたくない」という条件を発表する。体験談、理想や妄想でもなんでもOK。
miwaが選ぶこの一曲
miwaが好きな一曲をかけ、曲にまつわる自身のエピソードを交えて紹介する。
放送された曲は以下の通り。

### オールナイトニッポンPremium時代のコーナー
1人暮らしのススメ！
一人暮らしでやらなければいけない事、気をつける事を紹介。（件名：「1人暮らし」）
ミワイドショー！！
ちょうど良いニュースにちょうど良いコメントをする。（件名：「ミワイドショー」）
オトナ趣味ッ！
個性的かつ大人っぽいワンランク上の趣味を紹介（件名：「趣味」）
ひびけ！片想いリクエスト：
生歌のコーナー。片想いのエピソードとリクエスト曲。（件名：「片想い」）

## 歴史

### 2010年
- 4月17日（R第1回）:「miwaのオールナイトニッポンR」初回放送。

### 2011年
- 2月19日（R第11回）:吉野家とコラボレーションし、番組初の公開録音をイマジンスタジオにて実施。
- 3月19日（R第12回）:4月から火曜1部へ移動することが発表される。東日本大震災後もあり生で放送され、miwaが言葉を詰まらせながら被災者にメッセージを伝えた。
- 4月5日（第1回）:火曜1部で「miwaのオールナイトニッポン」初回放送。
- 4月19日（第3回）:番組初のゲストとしてAMEMIYA、エハラマサヒロ、波田陽区（シークレットゲスト）が登場。
- 6月7日（第10回）:小栗旬、田中圭、近藤夏子が電話出演。また、1時台・2時台に各1人ずつ、AKB48のメンバーがキーワードを発表した。[注 11]
- 6月14日（第11回）:ゲストに福田彩乃が登場。さらにmiwaが好きな芸人と公言していた諸見里大介が電話出演した。前回に引き続き、AKB48のメンバーがキーワードを発表した。[注 12]
- 7月12日（第15回）:ゲストに武部聡志が登場。生歌のコーナーでデビュー曲「don't cry anymore」をセッションした。
- 8月23日（第20回）:ゲストにスガシカオが登場。
- 10月18日（第27回）:ゲストにオードリーが登場。ここでのやり取りから、オードリーのオールナイトニッポンと交流が深まる。
- 11月22日（第32回）:IBC岩手放送から生放送で放送した。
- 12月19日　(第36回)　ミワニッシモスペシャル。上柳昌彦、くり万太郎、煙山光紀のニッポン放送アナウンサー陣がネタ読み。

### 2012年
- 1月3日（第38回）:ゲストにLiLiCoが登場（この回は大人の事情での放送）
- 1月24日（第41回）:「あかんポリス」最終回（この回は大人の事情での放送）
- 2月21日（第45回）:「下の句パラダイス」に徳光和夫が詠み手として登場。[注 13]
- 2月28日（第46回）:ゲストに秦基博が登場。
- 3月6日（第47回）:ゲストに山本裕典と大東俊介が登場。
- 4月17日（第53回）:ゲストにももいろクローバーZと照英が登場。
- 5月29日（第59回）:フジテレビのバラエティ番組「百識王」とコラボ。テレビの放送がラジオでも同時に流れた（この日、百識王はオールナイトニッポン特集だった）。
- 6月12日（第61回）:女子会スペシャルと題して、ゲストに福田彩乃と舟山久美子が登場。
- 8月7日 :ニッポン放送は「ロンドンオリンピック」男子サッカー・準決勝の中継を放送するため休止。
- 8月7日:ゲストに吉田尚記アナウンサーが登場。
- 8月14日:ゲストに吉田尚記アナウンサーが登場。
- 8月21日:ゲストに吉田尚記アナウンサーが登場。サミュエル・L・ジャクソンがインタビュー収録の形で登場。
- 9月4日:前回の放送で、miwaがサミュエルから「L」をもらったということで「miwa L のオールナイトニッポン」とタイトルコールした。この日より「miwaのオールナイトニッポン　第2章」と銘うった。
- 10月17日:「2時間で友達を作る方法スペシャル」と題して、ゲストに入江慎也（カラテカ）が登場。
- 12月17日:「理想の彼氏・理想の彼女登場スペシャル」と題して、ゲストにNON STYLEが登場。また、コメントで武井咲が登場。

### 2013年
- 2月20日：「ガールズバンドプロジェクトスペシャル」と題して、ゲストに特別審査員としてバイきんぐが登場。
- 3月6日：3月限りで番組が終了することが発表された。
- 3月26日：番組最終回。あえてメールテーマを「オーストラリア」にするなど「涙が出るような湿っぽい回にはしたくない」と発言していたが、「弾き語り」で「めぐろ川」を歌っている途中で感極まって号泣した。
- 9月9日：一夜限りの復活生放送。レギュラーコーナーであった「ミワニッシモ!!」、「週刊!コシップス!!」、「いちごの先」の3コーナーをオンエア。

### 2014年
- 2月7日：「オールナイトニッポンGOLD」で「miwaのオールナイトニッポンGOLD」として放送[4]。「週刊!コシップス!!」、「いちごの先」をオンエア。
- 11月12日：「オールナイトニッポンGOLD」で、「miwaのオールナイトニッポンGOLD」として放送。また、当日は生放送だったが、通常は22:25ごろと23:25ごろに放送されるニッポン放送報道部上村貢聖解説員によるニュースコーナーは割愛された。

### 2015年
- 4月10日：「オールナイトニッポンGOLD」で「miwaのオールナイトニッポンGOLD」として放送。これで特番の復活は4回目、うちGOLDで3回復活した（野球中継延長により、ニッポン放送では22:17から、STVラジオおよびKBCラジオでは22:22から放送）。この回では、「ミワニッシモ」、「いちごの先」、「週刊コシップス」のコーナーをオンエア、およびイマジンスタジオでの録音放送となった。

### 2018年
- 1月10日 - 3月21日：「オールナイトニッポンPremium」で「miwaのオールナイトニッポンPremium」として放送、3ヶ月の期間限定で復活（全11回）。

### 2022年
- 2月4日：「オールナイトニッポンX」で「miwaのオールナイトニッポンX」として放送。

## 特別番組による放送休止

### 2011年
- 7月26日:『SKE48のオールナイトニッポン』（3月11日の『オールナイトニッポンR』で放送予定の内容とは別物となっている。）
- 9月20日:『オールナイトニッポン ぶっとおしライブ LIVE FOR ONAIR』（miwa（進行役も兼任）とmoumoon、近藤夏子が出演。3組がそれぞれ単独でライブを行い、最後は全員で「イマジン」（ジョン・レノン）をセッションした。

### 2012年
- 8月7日（第69回）:『ロンドンオリンピック』実況中継（サッカー男子準決勝「日本 vs メキシコ」）

制作局のニッポン放送は放送休止、その他全国35局では通常放送（ニッポン放送からの裏送り）しており、miwaは「私もサッカーを見たかった」「今日はどうせ3人しか聞いてない」「スタッフが全員私じゃなくてテレビを見てる」などと不満だった。
- 8月28日:『サンドウィッチマンのオールナイトニッポン』

### 2013年
- 1月1日:『久保ミツロウ・能町みね子のオールナイトニッポン』

## ノベルティー
- miwaシール

2012年4月17日（第53回）の放送から毎週5名に贈られるようになった。miwaの似顔絵がプリントされているが、眼は血走っている上によだれが垂れているというもので、絵はもともと「オールナイトニッポン45周年感謝祭 ALL LIVE NIPPON〜このさい for LOVEホールA〜」の企画で若林が描いたものだが、その時初めて絵を見たmiwaと観客はとても引いてしまったという。

## スタッフ
ディレクター
- 角銅秀人（初代）R時代
- 宗岡芳樹（2代目）2011年6月 - 2011年12月
この番組ではmiwaから「ガンチョ」と呼ばれていたので、『ゆずのオールナイトニッポンGOLD』で宗岡D共々苦情ネタの対象となった。他には『ナインティナインのオールナイトニッポン（第1期）』（木曜25:00-27:00）と『オードリーのオールナイトニッポン』（土曜25:00-27:00）も担当していた。
- 藤原悠佑（3代目）2012年1月 - 1部終了まで 
miwaからは「ボブ」と呼ばれている。長身。前髪パッツンズのデビュー公演では彼の実父がサポートメンバーとしてバイオリンを演奏した。

ミキサー
- 大坪

構成
- 福田卓也（通称・ダーフク）

## ネット局・放送時間

### miwaのオールナイトニッポンR
| 放送対象地域  | 放送局          | 放送時間                  | ネットワーク           | 備考                                               |
| ------------- | --------------- | ------------------------- | ---------------------- | -------------------------------------------------- |
| 関東広域圏    | ニッポン放送    | 毎月第3土曜日 27:00-28:30 | NRN単営局              | 制作局                                             |
| 北海道        | STVラジオ       | 毎月第3土曜日 27:00-29:00 | NRN単営局              | フルネット （28:30以降はニッポン放送からの裏送り） |
| 茨城県        | 茨城放送        | 毎月第3土曜日 27:00-29:00 | NRN単営局              | フルネット （28:30以降はニッポン放送からの裏送り） |
| 栃木県        | 栃木放送        | 毎月第3土曜日 27:00-29:00 | NRN単営局              | フルネット （28:30以降はニッポン放送からの裏送り） |
| 京都府 滋賀県 | KBS京都         | 毎月第3土曜日 27:00-29:00 | NRN単営局              | フルネット （28:30以降はニッポン放送からの裏送り） |
| 福岡県        | KBC九州朝日放送 | 毎月第3土曜日 27:00-29:00 | NRN単営局              | フルネット （28:30以降はニッポン放送からの裏送り） |
| 岩手県        | IBC岩手放送     | 毎月第3土曜日 27:00-28:00 | JRN・NRNクロスネット局 | -                                                  |
| 山形県        | 山形放送        | 毎月第3土曜日 27:00-28:00 | JRN・NRNクロスネット局 | -                                                  |
| 山梨県        | 山梨放送        | 毎月第3土曜日 27:00-28:00 | JRN・NRNクロスネット局 | -                                                  |
| 長野県        | 信越放送        | 毎月第3土曜日 27:00-28:00 | JRN・NRNクロスネット局 | -                                                  |
| 福井県        | 福井放送        | 毎月第3土曜日 27:00-28:00 | JRN・NRNクロスネット局 | -                                                  |
| 和歌山県      | 和歌山放送      | 毎月第3土曜日 27:00-28:00 | JRN・NRNクロスネット局 | -                                                  |
| 岡山県 香川県 | 西日本放送      | 毎月第3土曜日 27:00-28:00 | JRN・NRNクロスネット局 | -                                                  |
| 山口県        | 山口放送        | 毎月第3土曜日 27:00-28:00 | JRN・NRNクロスネット局 | -                                                  |
| 愛媛県        | 南海放送        | 毎月第3土曜日 27:00-28:00 | JRN・NRNクロスネット局 | -                                                  |
| 高知県        | 高知放送        | 毎月第3土曜日 27:00-28:00 | JRN・NRNクロスネット局 | -                                                  |
| 長崎県        | 長崎放送        | 毎月第3土曜日 27:00-28:00 | JRN・NRNクロスネット局 | -                                                  |
| 熊本県        | 熊本放送        | 毎月第3土曜日 27:00-28:00 | JRN・NRNクロスネット局 | -                                                  |
| 宮崎県        | 宮崎放送        | 毎月第3土曜日 27:00-28:00 | JRN・NRNクロスネット局 | -                                                  |
| 鹿児島県      | 南日本放送      | 毎月第3土曜日 27:00-28:00 | JRN・NRNクロスネット局 | -                                                  |
| 中京広域圏    | CBCラジオ       | 毎月第3土曜日 27:00-28:00 | JRN単営局              | -                                                  |

### miwaのオールナイトニッポン
- オールナイトニッポン#一覧を参照

### miwaのオールナイトニッポンPremium
| 放送対象地域   | 放送局                            | 放送時間    | 備考   |
| -------------- | --------------------------------- | ----------- | ------ |
| 関東広域圏     | ニッポン放送（LF） 製作局         | 19:00-20:50 | [ 5 ]  |
| 山形県         | 山形放送（YBC）                   | 19:00-20:50 |        |
| 富山県         | 北日本放送（KNB）                 | 19:00-20:50 | [ 6 ]  |
| 福井県         | 福井放送（FBC）                   | 19:00-20:50 |        |
| 和歌山県       | 和歌山放送（wbs）                 | 19:00-20:50 |        |
| 福島県         | ラジオ福島（rfc）                 | 19:00-20:50 | [ 7 ]  |
| 新潟県         | 新潟放送（BSN）                   | 19:00-20:50 |        |
| 岡山県         | 山陽放送（RSK）                   | 19:00-20:50 |        |
| 香川県         | 西日本放送（RNC）                 | 19:00-20:50 |        |
| 徳島県         | 四国放送（JRT）                   | 19:00-20:50 |        |
| 長崎県 佐賀県  | 長崎放送（NBC） （NBCラジオ佐賀） | 19:00-20:50 |        |
| 熊本県         | 熊本放送（RKK）                   | 19:00-20:50 |        |
| 青森県         | 青森放送（RAB）                   | 19:00-20:00 |        |
| 茨城県         | 茨城放送（IBS）                   | 19:00-20:00 |        |
| 長野県         | 信越放送（SBC）                   | 19:00-20:00 | [ 8 ]  |
| 山梨県         | 山梨放送（YBS）                   | 19:00-20:00 |        |
| 中京広域圏     | 東海ラジオ（SF）                  | 19:00-20:00 | [ 9 ]  |
| 島根県・鳥取県 | 山陰放送（BSS）                   | 19:00-20:00 |        |
| 高知県         | 高知放送（RKC）                   | 19:00-20:00 |        |
| 岩手県         | IBC岩手放送                       | 19:00-20:00 |        |
| 秋田県         | 秋田放送（ABS）                   | 19:00-20:00 |        |
| 宮城県         | 東北放送（TBC）                   | 19:00-20:00 | [ 10 ] |
| 栃木県         | 栃木放送（CRT）                   | 19:00-20:00 |        |
| 石川県         | 北陸放送（MRO）                   | 19:00-20:00 | [ 11 ] |
| 静岡県         | 静岡放送（SBS）                   | 19:00-20:00 |        |
| 山口県         | 山口放送（KRY）                   | 19:00-20:00 |        |
| 大分県         | 大分放送（OBS）                   | 19:00-20:00 |        |
| 宮崎県         | 宮崎放送（MRT）                   | 19:00-20:00 |        |
| 鹿児島県       | 南日本放送（MBC）                 | 19:00-20:00 |        |
| 愛媛県         | 南海放送（RNB）                   | 19:00-20:00 |        |
| 京都府 滋賀県  | KBS京都 （KBS滋賀）               | 19:00-19:30 |        |

- オールナイトニッポンPremium#放送時間・ネット局を参照

## その他
- 2011年にap bank fesに出演した際にカキ氷を5杯も食べたというネタから、夏季限定で使用される「カキ氷5杯」のジングルが作られた。
- 本番組で披露したものまねはネタは江戸川コナン、チップとデールのチップ、おじゃる丸、忍たま乱太郎など。